# Hypasclera nesiotes
Hypasclera nesiotes är en skalbaggsart som först beskrevs av Ross H. Arnett, Jr. 1951.  Hypasclera nesiotes ingår i släktet Hypasclera och familjen blombaggar. Inga underarter finns listade i Catalogue of Life.